# Simone Saint-Dénis
Pour les articles homonymes, voir Saint-Denis.
Simone Saint-Dénis (1930-2008) est une dirigeante syndicale gabonaise qui a joué un rôle actif en politique après l'indépendance.

## Biographie
Saint-Dénis est née à Libreville en 1930, de parents appartenant au groupe ethnique Mpongwe. Son père est Mathurin Anguiley (en), un homme politique ; l'identité de sa mère n'est pas enregistrée. Son père adopte le nom de famille Saint-Dénis après avoir découvert que son père biologique est un marin danois, plutôt que le mari de sa mère. Son père a servi dans l'armée française et la famille a du vin et du pain à la plupart des repas. 
En 1948, Saint-Dénis termine ses études secondaires dans une école de mission catholique et se fiance immédiatement à Balé, un ouvrier du bois du camp. A la nouvelle, son père la chasse de la maison, les fiançailles sont de courte durée et rompues par Balé ; Saint-Dénis s'installe alors chez sa mère. Il y a peu d'emplois pour les femmes instruites à Libreville après la guerre, alors Saint-Dénis décide de se former pour devenir enseignante. En 1950, elle commence à enseigner à l'école de la mission catholique de Donguila, un village de la province reculée de l'Estuaire, où la plupart des enfants parlent le fang.

## Syndicalisme
La faiblesse des salaires des enseignants incite d'abord Saint-Dénis à s'engager dans le syndicalisme à travers la Confédération française des travailleurs chrétiens (CFTC) . Grâce à l'activisme de Saint-Dénis, la CFTC négocie des augmentations de salaire pour les enseignants des écoles catholiques dans les années 1950. Son travail avec la CFTC se poursuit après l'indépendance du Gabon et, de 1960 à 1967, elle représente les syndicats gabonais lors de diverses réunions internationales, se rendant à Copenhague, Rome et Bucarest. Cependant, après une tentative de coup d'État militaire en 1964, le gouvernement gabonais de Léon Mba tente d'accroître son contrôle sur les syndicats. Son successeur Oumar Bongo Ondimba consolide le contrôle, laissant peu de place aux syndicats et à leurs représentants comme Saint-Dénis. 
Dans les années 1970, le Parti démocratique gabonais (PDG) contraint Saint-Dénis à accepter un travail pour eux consistant à organiser des événements musicaux, où des groupes de femmes représentant la diversité du Gabon chantent et dansent pour montrer leur soutien au PDG. Malgré cela, elle reste impliquée dans le syndicalisme et elle est élue en 1976 Secrétaire adjointe de la Fédération Syndicale Gabonaise (FESYGA) avec Owondault Berre ; en 1980 elle est élue Secrétaire.

## Vie privée
Saint-Dénis a deux enfants avec un diplomate gabonais. Elle prend sa retraite du PDG en 1981 et décède à Libreville en 2008 de complications liées au diabète. Plus tard dans sa vie, elle parle à de nombreux chercheurs occidentaux, dont les enregistrements de sa vie offrent une perspective éclairante sur le Gabon du XXe siècle,,. 